# Landwehra

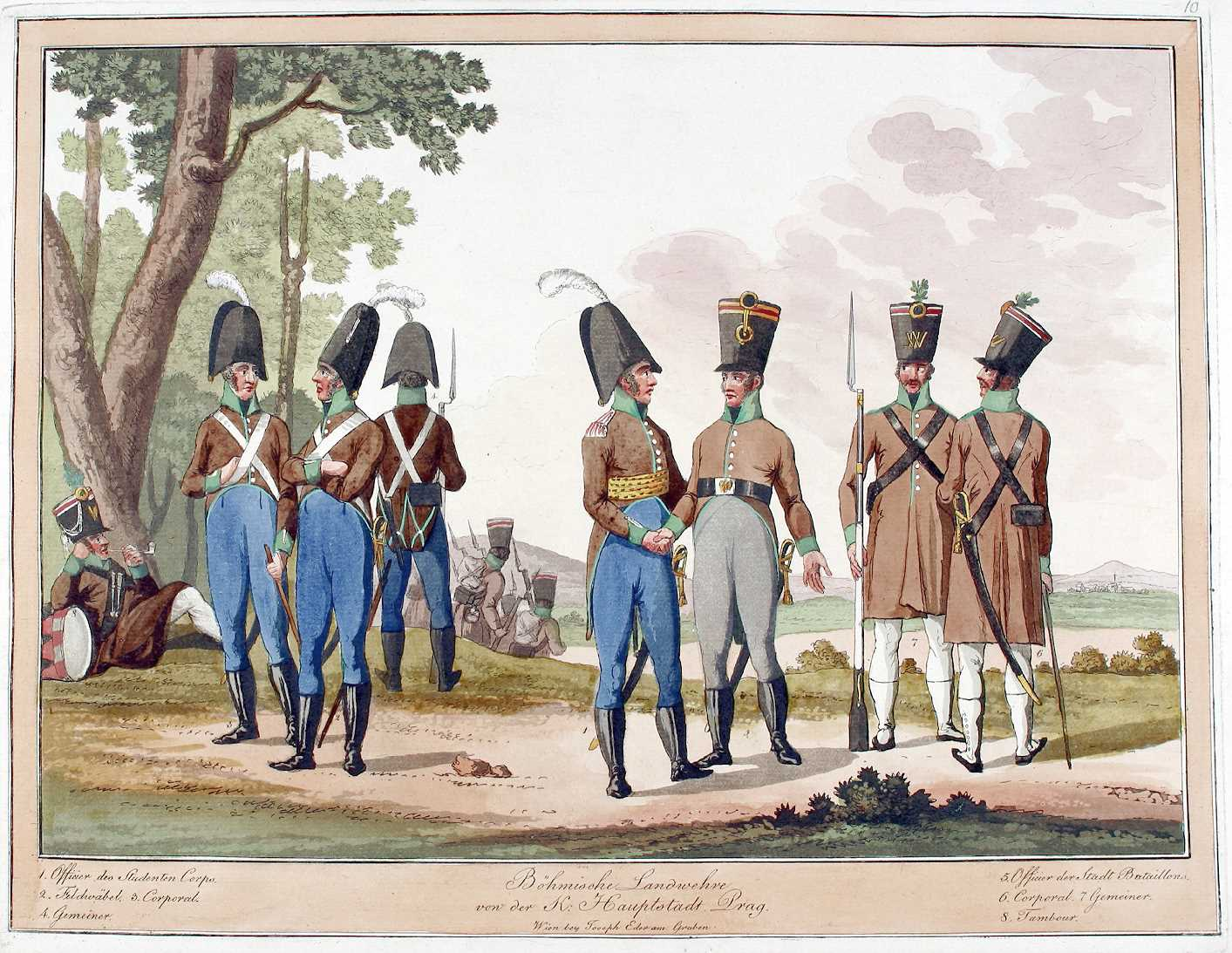
Landwehra miasta Praga, 1809

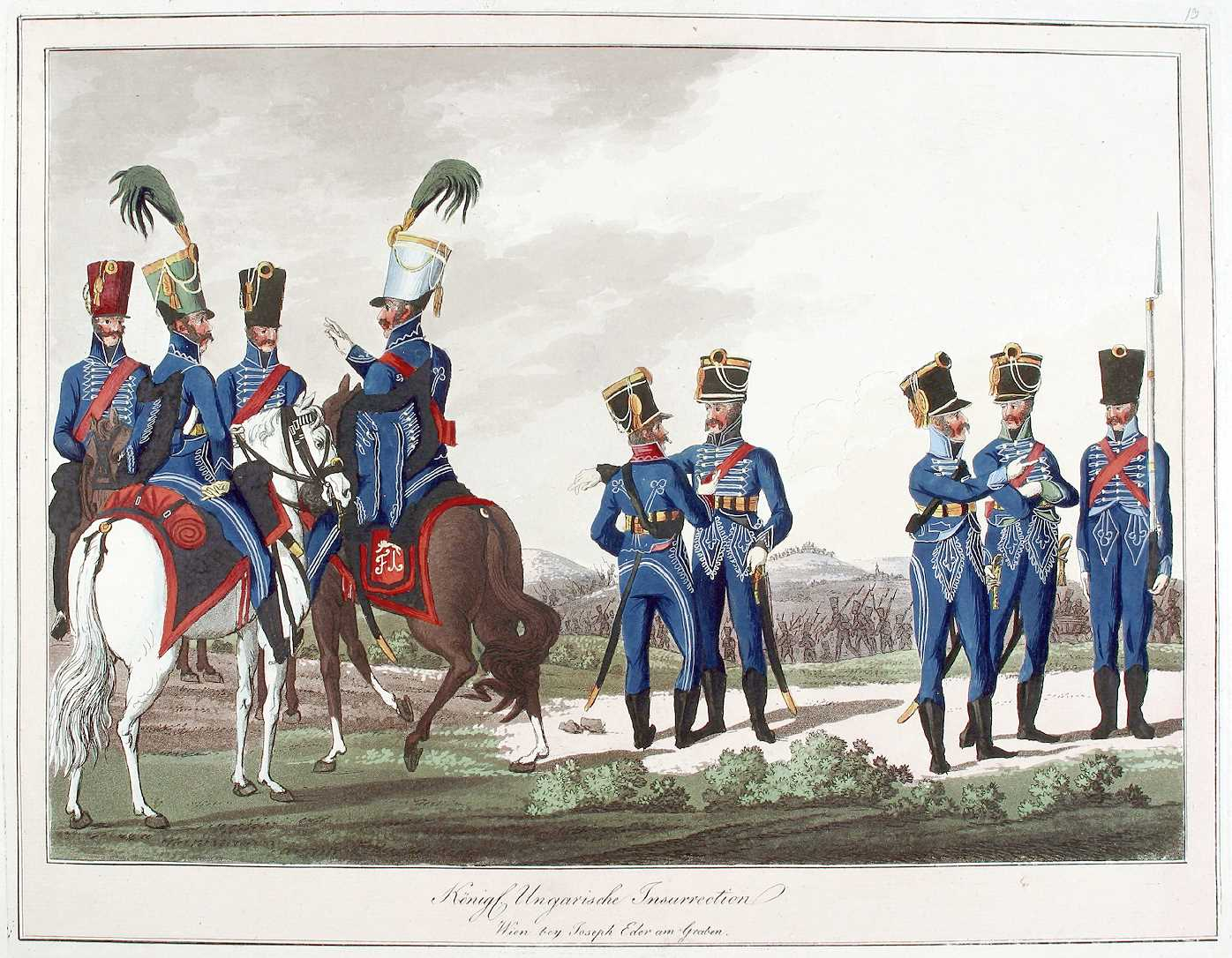
Węgierskie pospolite ruszenie, 1809

Landwehra (niem. Landwehr, tłum. od Land – ziemia, kraj i Wehr – obrona = obrona krajowa, staropol. landwerzysta) – kategoria obowiązku wojskowego drugiej kolejności i jednostki wojskowe tzw. drugiej kolejności, formowane w Prusach, Niemczech, Austro-Węgrzech i Szwajcarii w XIX i XX wieku.

## Historia
Formacja ta pojawiła się w Austrii w 1808. W 1813 nazwa przyjęta w Prusach dla określenia pospolitego ruszenia, formowanego przez okręgi wojskowe w celu wykonywania zadań pomocniczych na froncie. W 1814 jako wojska zapasowe, do których powoływano osoby podległe obowiązkowi wojskowemu w wieku 27-39 lat, po odbytej przez nie służbie wojskowej i kilkuletnim pobycie w rezerwie (tzw. rezerwa I kolejności).
Austria wprowadziła w październiku 1866 jednostki Landwehry jako jednostki drugiej kolejności użycia z wykorzystaniem w nich w czasie pokoju kadry wojskowej służby czynnej. Równolegle powołano królewską węgierską Obronę Krajową (A Magyar Királyi Honvédseg) dla Krajów Korony św. Stefana, potocznie zwaną Honvedem. Przed I wojną światową w Austrii jednostki te przekształcono w liniowe.
W Niemczech hitlerowskich w jednostkach Landwehry służyli rezerwiści podlegający obowiązkowi służby w wieku 35-45 lat.